# The Roaring Lion
The Roaring Lion var ett berömt porträttfoto på premiärminister Winston Churchill. Porträttet togs av den turkfödda armeniska-kanadensiska fotografen Yousuf Karsh vid Centre Block i Parliament Hill i Ottawa, Ontario, Kanada den 30 december 1941.